# デヴィルダイヴァー
デヴィルダイヴァー（Devil Diver、1939年 - 1961年）は、アメリカ合衆国のサラブレッドの競走馬、および種牡馬。1940年代のアメリカ競馬で活躍し、メトロポリタンハンデキャップ3連覇など数々の競走で勝ちを挙げた。1980年にアメリカ競馬殿堂入りを果たした。

## 経歴

### 幼駒時代
ヘレン・ヘイ・ホイットニーの所有するグリーンツリーステーブルで生産されたサラブレッドである。父セントジャーマンズはコロネーションカップ優勝経験のあるイギリス産馬、母ダブチックはロイヤルミンストレル産駒の1勝馬であった。
同じ牧場で生まれた同世代に、エクイポイズ産駒のシャットアウトがいた。同馬とは後にクラシック戦線で何度もあいまみえることになる。
ジョン・M・ゲイヴァー調教師のもとで競走馬となり、2歳時の1941年にベルモントパーク競馬場の一般戦でデビューした（2着）。その後4戦目で初勝利、次走サンフォードステークスで初のステークス競走制覇に至った。
その翌戦グランドユニオンホテルステークスでは、シャットアウトとの初対決となった。ここではシャットアウトの3着に敗れるが、その次の競走ホープフルステークスでは同馬に2馬身差をつけて優勝した。この年はこのほか、ブリーダーズフューチュリティに優勝している。

### クラシック戦線
3歳初戦として出走した4月のフェニックスハンデキャップは古馬混合戦で、ここには前年の三冠馬ワーラウェイが出走していた。断然1番人気のワーラウェイに比べ、デヴィルダイヴァーには軽いハンデを科されたことも味方し、同馬をアタマ差で破る大金星を挙げた。
この件もあってか、5月のケンタッキーダービーではシャットアウトとカップリング扱いで1番人気に推された。フェニックスハンデキャップで手綱を取ったエディ・アーキャロも、デヴィルダイヴァーが同じ馬主でお手馬であったシャットアウトよりも優れていると感じ、そちらへの騎乗を決めていた。しかし、本番のレースでは中団待機で進めるも、最後の直線に入って伸びず、僚馬シャットアウトの戴冠から7馬身遅れて6着に終わった。
翌戦プリークネスステークスではケンタッキーで2着のアルサブが優勝、デヴィルダイヴァーは8着とさらに見せ場のない敗北を喫した。このためベルモントステークスには向かわず、翌戦は一般競走へと出走している。この年はフェニックスハンデキャップ以外は一般戦勝ちのみと、シーズン前半に比べて地味な後半戦を送った。

### 古馬時代
3歳シーズン後半で負けを繰り返したものの、陣営はデヴィルダイヴァーを翌年も現役で続行させた。
4歳シーズンの前半も勝ち星を掴めないままであったが、ジョージ・ウルフ騎乗のもとでトボガンハンデキャップに勝ったところから快進撃が始まった。続くメトロポリタンハンデキャップ、カーターハンデキャップなどでも優勝し、この年のアメリカ最優秀ハンデキャップ牡馬として選出された。
4歳時は軽いハンデで出走して勝ちを得ていたが、翌年5歳からは逆に過酷な斤量を科せられる側になった。しかし、デヴィルダイヴァーはそれをものともせずに勝ち星を積み重ねていった。その年初戦のポーモノクハンデキャップでは130ポンド（約59.0キログラム）を背負って優勝、トボガンハンデキャップとメトロポリタンハンデキャップではともに134ポンド（約60.8キログラム）を積まれながら連覇を飾った。この年デヴィルダイヴァーは、最大で136ポンド（約61.7キログラム）の斤量を背負ってハンデキャップ競走を席巻し、12戦して7勝の勝鞍を挙げた。
年末のピムリコスペシャルはわずか3頭立ての競走となり、当時無類の強さを見せていた牝馬トワイライトティアーとの対決が注目された。当の競走ではトワイライトティアーが1着に入り、それに遅れること6馬身差の2着で完全な負けを喫した。この勝負もあってか、同年の年度代表馬はトワイライトティアーに奪われ、デヴィルダイヴァーは最優秀ハンデキャップ牡馬の連続受賞にとどまった。
最後のシーズンになった1945年も年初より好調に勝ちを挙げ、トボガンハンデキャップこそ逃したものの、メトロポリタンハンデキャップでは4馬身差をつけて3連覇を達成した。翌戦ではサバーバンハンデキャップでスタイミーと対戦しているが、13ポンド（約5.8キログラム）の斤量差を撥ね返してこれを打ち破った。
その翌戦、ブルックリンハンデキャップで逆にスタイミーに敗れたのを最後に引退、グリーンツリーファームに戻った。

## 引退後
引退後は種牡馬入りしているが、生涯で出したステークス競走勝ち馬は18頭、また目立った代表産駒と言える馬もあまりおらず、成功したとは言い難い結果であった。しかし、母の父としては少なくない影響を出しており、デヴィルダイヴァーを母父に持つ代表的な馬に、ハリウッドゴールドカップ3連覇のネイティヴダイヴァーなどがいる。
1961年、左後肢骨折のために繋養先のグリーンツリースタッドで死亡した。21歳であった。

## 評価

### 主な勝鞍
※当時はグレード制未導入
1941年（2歳） 12戦4勝
ブリーダーズフューチュリティ、ホープフルステークス、サンフォードステークス
2着 - フューチュリティステークス、ピムリコフューチュリティステークス、レムゼンハンデキャップ
1942年（3歳） 9戦4勝
フェニックスハンデキャップ
2着 - ヴォスバーグハンデキャップ
1943年（4歳） 9戦4勝
トボガンハンデキャップ、メトロポリタンハンデキャップ、カーターハンデキャップ、ブルックリンハンデキャップ
1944年（5歳） 12戦7勝
トボガンハンデキャップ（連覇）、メトロポリタンハンデキャップ（連覇）、ホイットニーステークス、ウィルソンステークス、マンハッタンハンデキャップ、ポーモノクハンデキャップ、アメリカンリージョンハンデキャップ
2着 - ピムリコスペシャル
1945年（6歳） 5戦3勝
メトロポリタンハンデキャップ（3連覇）、サバーバンハンデキャップ、ポーモノクハンデキャップ（連覇）
2着 - ブルックリンハンデキャップ、トボガンハンデキャップ

### 年度代表馬
- 1943年 - アメリカ最優秀ハンデキャップ牡馬
- 1944年 - アメリカ最優秀ハンデキャップ牡馬

### 表彰
- 1980年 - アメリカ競馬名誉の殿堂博物館により、殿堂馬として選定される。
- 1999年 - ブラッド・ホース誌の選ぶ20世紀のアメリカ名馬100選において、第55位に選ばれる。

## 血統表
| デヴィルダイヴァーの血統（スウィンフォード系（エクリプス系） / Isinglass 4x5=9.38%） | デヴィルダイヴァーの血統（スウィンフォード系（エクリプス系） / Isinglass 4x5=9.38%） | デヴィルダイヴァーの血統（スウィンフォード系（エクリプス系） / Isinglass 4x5=9.38%） | （血統表の出典）    | （血統表の出典） |
| 父 St. Germans 1921 鹿毛 イギリス                                                    | 父の父Swynford 1907 青鹿毛 イギリス                                                  | John o'Gaunt                                                                         | Isinglass           | Isinglass        |
| 父 St. Germans 1921 鹿毛 イギリス                                                    | 父の父Swynford 1907 青鹿毛 イギリス                                                  | John o'Gaunt                                                                         | La Fleche           |                  |
| 父 St. Germans 1921 鹿毛 イギリス                                                    | 父の父Swynford 1907 青鹿毛 イギリス                                                  | Canterbury Pilgrim                                                                   | Tristan             | Tristan          |
| 父 St. Germans 1921 鹿毛 イギリス                                                    | 父の父Swynford 1907 青鹿毛 イギリス                                                  | Canterbury Pilgrim                                                                   | Pilgrimage          |                  |
| 父 St. Germans 1921 鹿毛 イギリス                                                    | 父の母Hamoaze 1911 鹿毛 イギリス                                                     | Torpoint                                                                             | Trenton             | Trenton          |
| 父 St. Germans 1921 鹿毛 イギリス                                                    | 父の母Hamoaze 1911 鹿毛 イギリス                                                     | Torpoint                                                                             | Doncaster Beauty    |                  |
| 父 St. Germans 1921 鹿毛 イギリス                                                    | 父の母Hamoaze 1911 鹿毛 イギリス                                                     | Maid of the Mist                                                                     | Cyllene             | Cyllene          |
| 父 St. Germans 1921 鹿毛 イギリス                                                    | 父の母Hamoaze 1911 鹿毛 イギリス                                                     | Maid of the Mist                                                                     | Sceptre             |                  |
| 母 Dabchick 1931 黒鹿毛 アメリカ                                                     | 母の父Royal Minstrel 1925 芦毛 イギリス                                              | Tetratema                                                                            | The Tetrarch        | The Tetrarch     |
| 母 Dabchick 1931 黒鹿毛 アメリカ                                                     | 母の父Royal Minstrel 1925 芦毛 イギリス                                              | Tetratema                                                                            | Scotch Gift         |                  |
| 母 Dabchick 1931 黒鹿毛 アメリカ                                                     | 母の父Royal Minstrel 1925 芦毛 イギリス                                              | Harpsichord                                                                          | Louvois             | Louvois          |
| 母 Dabchick 1931 黒鹿毛 アメリカ                                                     | 母の父Royal Minstrel 1925 芦毛 イギリス                                              | Harpsichord                                                                          | Golden Harp         |                  |
| 母 Dabchick 1931 黒鹿毛 アメリカ                                                     | 母の母Ruddy Duck 1925 青鹿毛 アメリカ                                                | Touch Me Not                                                                         | Celt                | Celt             |
| 母 Dabchick 1931 黒鹿毛 アメリカ                                                     | 母の母Ruddy Duck 1925 青鹿毛 アメリカ                                                | Touch Me Not                                                                         | Dainty Dame         |                  |
| 母 Dabchick 1931 黒鹿毛 アメリカ                                                     | 母の母Ruddy Duck 1925 青鹿毛 アメリカ                                                | Briony                                                                               | Dominant            | Dominant         |
| 母 Dabchick 1931 黒鹿毛 アメリカ                                                     | 母の母Ruddy Duck 1925 青鹿毛 アメリカ                                                | Briony                                                                               | Cardamine F-No.13-c |                  |